# Anthelia glauca
Anthelia glauca is een zachte koraalsoort uit de familie Xeniidae. De koraalsoort komt uit het geslacht Anthelia. Anthelia glauca werd in 1816 voor het eerst wetenschappelijk beschreven door Lamarck. 